# Mesanthura brasiliensis
Mesanthura brasiliensis là một loài chân đều trong họ Anthuridae. Loài này được Koening miêu tả khoa học năm 1980.